# Mihail Lewicki
Pour les articles homonymes, voir Lewicki.
Mihail Lewicki (né le 16 août 1774 en Pocoutie, alors dans le royaume de Galicie et de Lodomérie, et mort le 14 janvier 1858 à Uniejów) est un cardinal ukrainien-polonais de l'Église grecque-catholique ukrainienne du XIXe siècle.

## Biographie
Lewicki est élu évêque de Przemyśl des Ruthènes en 1813 et archevêque de Lviv, Halicz et Kamianets en 1816. Il est primat de Galicie en 1848. Pour des raisons de santé Lewicki se retire à Uniejów et délègue l'administration de son archidiocèse.
Le pape Pie IX le crée cardinal lors du consistoire du 16 juin 1856.

## Source
- Fiche du cardinal sur le site de la FIU